# Einherjer (zespół muzyczny)
Einherjer – norweska grupa muzyczna wykonująca viking metal pochodząca z Haugesund. Nazwa zespołu zaczerpnięta jest z mitologii nordyckiej i oznacza wikinga poległego w walce (patrz: Einherjer).
Założony w 1993 roku przez Frodego Glesnesa i Gerharda Storesunda. Wkrótce dołączyli do nich Rune Bjelland i Audun Wold. W 1996 przyjęto Steina Sunda, w 1997 odeszli Audun, Rune i Stein, a w 1998 na krótko pojawił się Erik Elden.
W 1998 roku odbyli trasę koncertową po Europie jako support Cradle of Filth, na czas której Erika Eldena zastąpił Tchort (Satyricon). W 1999, w swojej drugiej trasie zespół supportował Kinga Diamonda. W 2003 roku odszedł Ragnar Vikse, a grupa po nagraniu ostatniej płyty Blot z Frodem Glesnesem jako wokalistą zawiesiła działalność. W 2008 roku grupa ponownie wznowiła działalność w składzie z 2004 roku.

## Muzycy
Obecny skład zespołu
- Gerhard "Ulvar" Storesund - perkusja (1993-2004, od 2008), keyboard (1993-2004, od 2008)
- Frode "Grimar" Glesnes - gitara (1993-2004, od 2008), śpiew (1993-2004, od 2008)
- Aksel Herløe - gitara (1999-2004, od 2008)

Byli członkowie zespołu
- Stein Sund - gitara basowa (1993-1995)
- Rune "Nidhogg" Bjelland - śpiew (1993-1997)
- Ragnar Vikse - śpiew (1997-2002)
- Erik Elden - gitara basowa (1998)
- Kjell Havardsholm - gitara basowa (2002-2004)

## Dyskografia
| 1996                           | Dragons of the North - Data: 2 grudnia 1996 - Wydawca: Napalm Records         | —  |
| 1998                           | Odin Owns Ye All - Data: 5 maja 1998 - Wydawca: Century Media Records         | —  |
| 2000                           | Norwegian Native Art - Data: 11 września 2000 - Wydawca: Native North         | —  |
| 2003                           | Blot - Data: 21 listopada 2003 - Wydawca: Tabu Recordings                     | —  |
| 2011                           | Norrøn - Data: 9 września 2011 - Wydawca: Indie Recordings                    | 38 |
| 2014                           | Av oss, for oss - Data: 27 października 2014 - Wydawca: Indie Recordings      | —  |
| 2016                           | Dragons of the North XX - Data: 25 listopada 2016 - Wydawca: Indie Recordings | —  |
| "—" pozycja nie była notowana. |                                                                               |    |

| Rok  | Tytuł                                                                          |
| ---- | ------------------------------------------------------------------------------ |
| 1994 | Aurora Borealis (demo) - Data: 14 stycznia 1994 - Wydawca: Warmageddon Records |
| 1995 | Leve Vikingånden (EP) - Data: 1995 - Wydawca: Necromantic Gallery              |
| 1997 | Far Far North (EP) - Data: 1 grudnia 1997 - Wydawca: Century Media Records     |
| 2002 | 2002 Demo (demo) - Data: 2002 - Wydawca: Native North                          |

## Nagrody i wyróżnienia
| Rok  | Kategoria | Tytułem         | Nagroda          | Nota      | Źródło |
| ---- | --------- | --------------- | ---------------- | --------- | ------ |
| 2014 | Metal     | Av oss, for oss | Spellemannprisen | Nominacja | [ 5 ]  |